# Georg Stollenwerk
Georg Stollenwerk (Düren, 19 de dezembro de 1930 — Colônia, 1 de maio de 2014) foi um futebolista e treinador de futebol alemão que representou seu país na Copa de 1958.

## Carreira

### Clubes
Stollenwerk, que durante sua carreira alternava entre a zaga e o meio-campo, era considerado um jogador "multifuncional", uma vez que chegou a atuar em todas as posições, inclusive no gol. Seus primeiros passos no futebol foram no SC Düren 99, time da sua cidade natal, onde permaneceria até 1953.
Viveu sua melhor fase no 1. FC Köln, clube onde atuaria entre 1953 e 1966, conquistando oito títulos. Relegado ao time de reservas a partir de 1964, encerraria sua carreira aos 36 anos e, em seguida, ficou afastado até 1969.

### Seleção Alemã-Ocidental
Pela Seleção Alemã (então Ocidental), Stollenwerk atuou em 23 partidas entre 1951 e 1960, marcando dois gols.
Esquecido por Sepp Herberger para a Copa de 1954, ele disputara as Olimpíadas de 1952, em Helsínquia. No Mundial realizado na Suécia, foi titular em todos os jogos.

## Carreira de treinador
Em 1969, três anos após deixar os gramados, Stollenwerk foi contratado pelo Alemannia Aachen para exercer o comando técnico da agremiação, onde permaneceu por pouco tempo.
Voltaria à ativa em 1975, agora para treinar o Köln, exercendo a função até 1976, quando se aposentou de vez do futebol. Sua vaga foi ocupada por Hennes Weisweiler, que havia comandado o clube entre 1955 e 1958.

## Morte
Em 1 de maio de 2014, o ex-zagueiro faleceu aos 83 anos de idade, em Colônia, aos 83 anos de idade. A causa de sua morte não foi divulgada.